# Sziriciusz pápa
Szent Sziriciusz (latinul: Siricius), (334 – 399. november 26.) volt a 38. keresztény vezető a világ történelmében. 384. december 17-én választották meg és egészen haláláig viselte hivatalát. A korai kereszténység egyik legaktívabb pontifikátusát tulajdonítják Sziriciusznak. Szinte minden területen megújította a pápai hatalmat.

## Élete
Körülbelül 334-ben született Rómában keresztény családban. A papi hivatást választotta, és elhivatottsága miatt Libériusz pápa hamarosan diakónussá szentelte. Töretlen hitbuzgósággal tanult, és pár év múlva a klérus egyik legbefolyásosabb tagja lett. Nem is lett igazán nagy meglepetés, amikor a római zsinat őt választotta meg vezetőnek, annak ellenére, hogy a nem is rég véres csatákat szító Ursinus ellenpápa is indult a legfőbb egyházi hivatalért.
A világon először ő nevezte magát pápának. Irataiban jelent meg ez a szó, és azóta használatos a római püspöki tisztség szinonimájaként. Ezzel a szóval azt is kifejezte, hogy ő az egész keresztény egyház feje. Dogmatikai kérdésekben igen szigorú vonalat képviselt. Jelentős munkássága több évszázados hagyományokat, szabályokat teremtett. Leveleiben első helyen említette az egyházfegyelem meglétét. Döntéseivel megreformálta a keresztséget, a szenteléseket, a böjtöt és a gyónást is. 386-ban egy zsinatot hívott össze, amelynek legfőbb eredményeként bevezették a papi nőtlenséget, azaz a cölibátus intézményét. Ezt a szabályt a katolikus papság mind a mai napig megtartotta. Akkoriban még voltak nős papok, nekik tartózkodniuk kellett a házas élettől.
Sziriciusz fantasztikus politikai érzékkel terelte egységes mederbe egyházát úgy, hogy az elismerje legfőbb hatalmát. Ambrus püspök segítségével sikerült megegyezni a priszcilliánusokkal, és a már évek óta húzódó Meletiosz-féle egyházszakadást is sikerült kivédenie.
A kultúrában, művészetben is nagy hatása volt Sziriciusznak. A pápa támogatta Szűz Mária, az angyalok és a vértanúk tiszteletét mind a vallási mind a művészi életben. Pontifikátusa alatt több templom is épült, és sokat átalakítottak. Ebben az időben virágzott fel a keresztény himnuszköltészet is.
A századforduló előtt kevéssel, 399. november 26-án halt meg Rómában. A keménykezű pápa tiszteletére a november 26-ai napot neki adták.

## Művei
- Documenta Catholica Omnia (latin nyelven). (Hozzáférés: 2011. december 6.)